# Agoulou

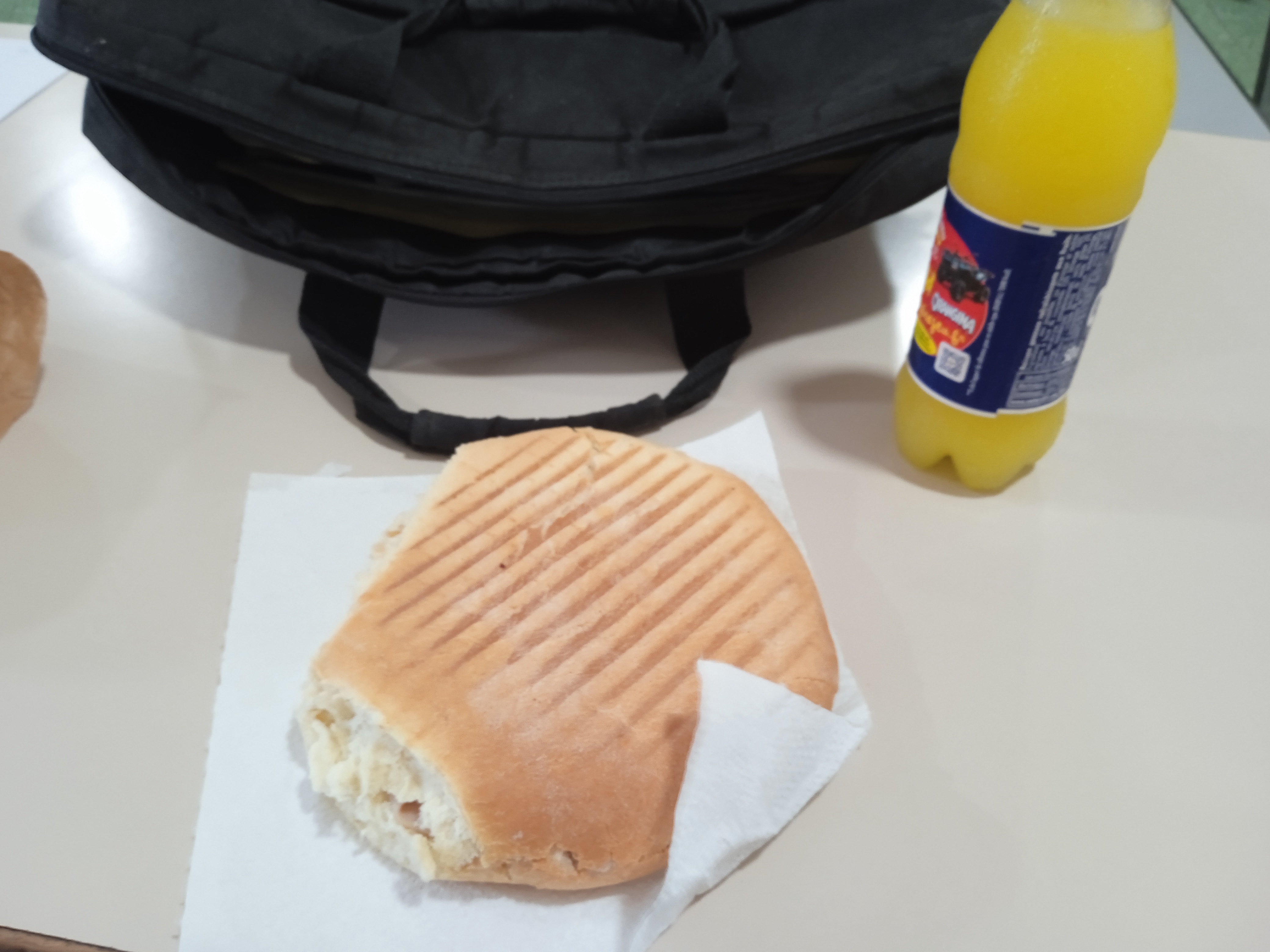
Un agoulou

L'agoulou, qui signifie « vorace » en créole, est un sandwich guadeloupéen, fait à base de farine de blé. Sa texture rappelle celle d'un pain brioché. On le compare au bokit, mais l'agoulou est beaucoup plus épais et n'est pas frit à l'huile mais plutôt grillé. Il est fourré avec une large palette de garnitures,,,.

## Composition
Pour faire l'agoulou, il faut de la farine de blé, du beurre, du sel, des œufs (un pour la pâte et un jaune d’œuf pour la dorure), un sachet de levure boulangère, du sucre, de l'eau, du lait (tiède de préférence),,,.